# Borisav Atanasković
Borisav Atanasković (Beograd, 10. maj 1931 — Novi Sad, 26. jul 1994) bio je jugoslovenski i srpski književnik, dramski pisac za decu i odrasle, scenarista, reditelj, pozorišni glumac, novinar, dramaturg i urednik.

## Biografija
Rođen u Beogradu od oca Radiše, učitelja, poreklom iz sela Ločevaca, okolina Takova i Gornjeg Milanovca, i majke Danice, poreklom iz Beograda, sudske činovnice.
Osnovnu školu i gimnaziju pohađao je u Takovu, Beogradu Treću beogradsku gimnaziju i Gornjem Milanovcu. Državnu pozorišnu školu u Novom Sadu diplomirao je 1953. godine u klasi Jurija Rakitina Ljvoviča, sa svojim kolegama: Mirkom Jovanovićem, Mihajlom Forom, Jelenom Milanović, Radoslavom Simićem, Fedorom Tapavičkim, Dragišom Šokicom, Uglješom Rajčevićem i Jovanom Antićem u ispitnim predstavama: Kartaši, Nedorasli i Silom lekar Žan Baptista Poklen-Molijera.
U Beogradu je studirao na Filološkom fakultetu, na Odseku srpskohrvatski jezik i književnost.
Prvo radno mesto bilo mu je 1956. u  Nolitu na obavljanju poslova kulturno umetničkog programa, a zatim u Opštini Stari grad u Beogradu - sekretar Doma kulture od 1957. do 1960. godine. Od 1960. do 1970. bavio se glumačkim pozivom u pozorištima Zrenjanina, Leskovca (u dva navrata: 1971—1972. i 1973—1974) i Vršca (1976—1979). Ostvario niz zapaženih uloga, bio i jedan od prvaka pomenutih scena. Između angažmana u pozorištima  potpisivao je režiju pozorišnih komada, a od 1974-1976. radio je kao prvi profesionalni režiser u Amaterskom pozorištu Kulturnog centra u Gornjem Milanovcu, 
sada Milanovačko pozorište.
Osvajanjem prve nagrade na Festivalu radiodifuznog stvaralaštva u Ohridu 1979. godine, radio dramom za decu "Dimitrije sapun", u kompletnoj obradi Dramske redakcije Govorno umetničkog programa Radio televizije Novi Sad - Radio Novi Sad 1, koju je za tu priliku Atanasković napisao, stekao je uslove da pređe u istoimenu redakciju na mesto dramaturga radio drame za decu na srpskom jeziku. Pored poslova dramaturga, istovremeno je, do penzionisanja 1991. godine, obavljao i poslove urednika dečje radio drame na srpskom, mađarskom, slovačkom, rumunskom i rusinskom jeziku.
Radio drame za decu i odrasle su mu otkupljivane, nagrađivane. Dobitnik je Nagrade "Mlado pokolenje", 1984. godine za životno delo.
Veran saradnik Politike, tačnije podlistka Politike za decu, bio je od 1955. do kraja života, zatim saradnik novina Politika Ekspres, Jež, Dnevnik, Dečji dnevnik, Zdrav podmladak, Golub, Zmaj, Pionir, Vesela sveska, Dečje novine, Neven, Pionieri, Lokomotiva...
Priče, kratke priče i pripovetke objavljene su mu u čitankama, u obaveznoj lektiri za učenike od trećeg do četvrtog razreda osnovne škole, metodikama razvoja govora, a zastupljen je i u mnogim antologijama srpske proze - kratke priče i pripovetke za decu.
U pozorištima u Zrenjaninu, Leskovcu i Vršcu igrao je sa poznatim prvacima našeg glumišta: Nedom Spasojević Doživljaji Nikoletine Bursaća 1960.i Ožalošćena porodica 1963, Dubravkom Nešović u "Koštani" u Narodnom pozorištu "Toša Jovanović", Zrenjanin 29. 10. 1968, Usnijom Redžepovom u "Koštani" u Narodnom pozorištu "Jovan Sterija Popović"  Vršac, 1976. Stevanom Bajom Gardinovačkim, Jelisavetom Sekom Sablić u "Ujka Vanji", Narodno pozorište "Jovan Sterija Popović", Vršac 1977, Marinkom Šebezom, Brankom Milićevićem Kockicom, Milenkom Pavlovim...
Jedna od mnogih, bila mu je glavna uloga u "Stolici koja se ljulja" (Rade), autora Novaka Novaka, (Narodno pozorište "Jovan Sterija Popović", Vršac).
Godine 1969. Zavod za izdavanje udžbenika, Beograd, objavio mu je monografiju „Detektivska priča” (pozorišni komad za decu), a godinu dana kasnije i Časopis za kulturu "Ulaznica" iz Zrenjanina knjigu „Preko dana do uveče”.
Član Društva književnika Zrenjanina, Novog Sada, Vojvodine, Srbije i SFRJ od 1971. pa do odlaska u penziju, kao i član Udruženja estradnih umetnika Beograd od 1972. do 1973. godine. Odlaskom u penziju ostao je jedino član Udruženja ribolovaca Novog Sada. Umro je u Novom Sadu, a urna sa posmrtnim ostacima pohranjena je u porodičnom grobnom mestu u Gornjem Milanovcu.
Pisao je pod pseudonimom Borisav Atanasković, a pravo ime bilo mu je Borivoj Atanasković. Pozorišne uloge su mu potpisivane pod nadimkom Bora, pravim imenom ili pseudonimom.
Nagrada "Borisav Bora Atanasković"
U znak sećanja na prvog profesionalnog reditelja 2006. godine ustanovljena je nagrada "Borisav Bora Atanasković", koja se dodeljuje svake godine na Školskoj sceni u Gornjem Milanovcu - dramskom festivalu školskog stvaralaštva, za iskazanu glumačku darovitost.

## Dela
Knjige
- Detektivska priča, 1969. Izdavač: Zavod za izdavanje udžbenika, Beograd
- Devojčica i vetar, 1969. Izdavač: Zavod za izdavanje udžbenika Beograd
- Preko dana do uveče, 1970. Izdavač: Časopis za kulturu Ulaznica, Zrenjanin
- Ćud, 1978. Autorsko izdanje, Vršac
- Antonije i telefon, 1978. NIP DEČJE NOVINE, Gornji Milanovac
- Deklica in veter, prevod Darja Krek, 1982. Izdavač: Univerzum, Ljubljana

Scenario za tv seriju ili tv omnibus
- Deca, 1970.
- Detektivi, "Majske igre", Radio Novi Sad, 1981.

Radio drame za decu
- Detektivska priča, Radio Zagreb, 1963. i 1974.
- Torta sa četiri mrve
- T.R.M. Radio Beograd, u emisiji "Šareni program za decu", 1967. Radio Novi Sad, na mađarskom jeziku 1987,
- Jedna stara kukavica, Radio Beograd, u emisiji "Četvrtkovo pozorište", 1968.
- Veliki laf, 1969. Radio Beograd, u emisiji Četvrtkovo pozorište, 1968.
- Tajni agent Loki, 1970, Radio Zagreb, 1970.
- Dragocene drangulije, 1971.
- Ko je taj Marsel, 1971.
- Tačno po kiši, 1973.
- Fantastična utakmica, 1973.
- Veliki sneg, 1973. Radio Zagreb, 1975, 1981. Radio Novi Sad, na mađarskom jeziku, 1986.
- Preko dana do uveče, 1973.
- Zimski i nestašni, 1973. Radio Zagreb, 1964.
- Jednog dana jedan Boban, Radio Novi Sad, na srpskohrvatskom jeziku 1973. Radio Novi Sad, na mađarskom jeziku premijera 12. decembra 1971.
- Uspavani lav, 1974. Radio Novi Sad, 1975. Radio Zagreb, 1975, 1978, 1979, 1981, 1983.
- Ljerka, Radio Beograd, Četvrtkovo pozorište, 1973. Radio Novi Sad, na mađarskom jeziku 1975.
- Vrt Lepe Nade, 1976. Radio Beograd, DRAMSKI PROGRAM ZA DECU, Četvrtkovo pozorište, 1976. Radio Novi Sad, na mađarskom jeziku 1981, na slovačkom jeziku, 1982.
- U potrazi za izgubljenim cirkusom, Radio Beograd 1 (Radio Novi Sad 1 1976), Radio Novi Sad, 1980, 2019. Radio Novi Sad na rumunskom jeziku 1985.
- Plašljivi vuk, 1976, BNP Zenica
- Princezine kerefeke, Radio Novi Sad, repriza 2019.
- Tajne garavog tiganja, 1978. Radio Beograd. Prva nagrada na konkursu. 1979.
- Dimitrije sapun, 1978, na mađarskom jeziku 1974, na srpskohrvatskom jeziku 1979, na rumunskom jeziku 1980, na slovačkom jeziku 1981,
- Plašljivi vuk, Radio Novi Sad, 1978.
- Budilnik, 1979. Radio Novi Sad 1.
- Halo, halo, 1981.Radio Novi Sad, na srpskohrvatskom jeziku 1981, na mađarskom jeziku 1983, na slovačkom jeziku  1983, na rumunskom jeziku 1987.
- Mobi Dik od leda, Radio Novi Sad na srpskom jeziku 1981. Glavne uloge Milenko Pavlov i Novak Bilbija. Radio Novi Sad, na slovačkom jeziku 1985.
- Radio adaptacija dela Jovana Sterije Popovića Volšebni magarac,  na srpskohrvatskom i mađarskom jeziku, Radio Novi Sad, 1981.
- Otišlo da dođe, 1982. Radio Novi Sad, na mađarskom jeziku 1985, na slovačkom jeziku 1984, na rumunskom jeziku, 1984. i na rusinskom jeziku 1984.
- Nezvani gost, Radio Novi Sad 1985.
- Čikara i buva k'o brdo
- Balada o jednom gongu,
- Lovac na bele mrave,  1990.(posthumno objavljena), Radio Novi Sad 1 (srpskom, mađarskom, slovačkom, rumunskom i rusinskom jeziku).

Ploča i kaseta
Mobi Dik od leda, radio drama za decu.  Glavne uloge: Milenko Pavlov i Novak Bilbija.     Dimitrije sapun, radio  drama za decu. Glavne uloge: Duško Bulajić, Milenko Pavlov i Zdenka Slivka. Izdavač: PGP RTB, Beograd, 1988.
TV drame za decu
- Kralj od snega, 1973.

Radio komedije za odrasle
- Starci na sedmom nebu, 1970. Radio Novi Sad, na mađarskom jeziku 1982.
- Drž'te miša, 1971. Radio Novi Sad, na mađarskom jeziku 1984.
- Piljarnica iliti srpska misterija, 1971. Radio Beograd, na srpskom jeziku, 1976; glavna uloga Petar Kralj. Radio Novi Sad, na mađarskom jeziku 1988.
- Don Žuan iz Leušića, (monodrama) snimljena i emitovana 1974. na 2. programu Radio Beograda , glavna uloga: Milosav Mija Aleksić. Repriza 21. novembra 2011, na  2. programu Radio Beograda u 18,32 h.
- Priče iz Svetlog Vilajeta, 1977, 1981, Radio Novi Sad, Scena 13,  Radio Novi Sad 22.jul 2010, JMU Radio-televizija Vojvodine 12:02. Uloge tumače: Mirjana Gardinovački, Ksenija Martinov, Stevan Šalajić, Velimir Životić i Milenko Pavlov.
- Ala, 1976. Radio Beograd. Druga nagrada na konkursu. Glavne uloge Zoran Radmilović, Radmila Savićević, na srpskom jeziku, 1977. Radio Novi Sad, na slovačkom jeziku, 1983.
- Ljubavna bajka, Radio Zagreb,1973.

Radio drame za odrasle
- Smrtni ljudi, 1971. Radio Beograd. III nagrada na konkursu, 1971.
- Smrtni slučaj, Radio Zagreb, III nagrada na anonimnom konkursu, 17. IV 1969.

Pisanje i adaptacija pozorišnih komada za decu i odrasle
- Novogodišnja priča, 1967. Pozorišni komad za decu. Režija: Slobodanka Caca Aleksić. Narodno pozorište "Toša Jovanović", Zrenjanin.
- Novogodišnja priča", pozorišni komad za decu, Amatersko pozorište Kulturni centar - sada Milanovačko pozorište,  Gornji Milanovac, 1970. Režija: Borisav Atanasković.
- Crvenkapa (koautorstvo i režija  Hartig Šandor), 1971, pozorišni komad za decu, Narodno pozorište "Toša Jovanović", Zrenjaninć
- BAJKA O SNEŠKU BELIĆU, Lutka-igra za decu u dva čina, 1973.
- PRIČE IZ SVETLOG VILAJETA, 1977, Pozorišni komad - muzička komedija za odrasle - veseli prizori.
- MOF ÉS DZOF, Lutka scena za decu Narodno pozorište "Toša Jovanović" na mađarskom jeziku, Zrenjanin, 1981. Režija: Lilijana Arsenov.
- MOF I DŽOF, Lutka scena za decu, Narodno pozorište, "Toša Jovanović", na srpskom jeziku, Zrenjanin, 1971. Režija: Lilijana Arsenov.
- Igralište, pozorišni komad za odrasle, režija Đura Udicki, Narodno pozorište, Leskovac, 1974.
- Vojnici i mesečina, pozorišni komad za odrasle, Amatersko pozorište, Kulturni centar - sada Milanovačko pozorište,    autor-reditelj, Gornji Milanovac, 1975.
- Detektivska priča.Pozorišni komad za decu. Režija: Đura Udicki. Narodno pozorište "Jovan Popović Sterija", Vršac, 1977.
- Devojčica i vetar, pozorišni komad za decu. Osnovna škola "Miroslav Antić", Palić, 1969.
- Deklica in veter (Devojčica i vetar), pozorišni komad za decu, Festival pozorišnih skupin, Mladinsko pozorište prosvetnoga društva, Strantež, Italija, 2010.
- Detektivska priča, pozorišni komad za decu, Atelje mladih, Pančevo, 1978.
- Migrena je nezvan gost (koautorstvo sa Vojislavom Despotovim), na mađarskom jeziku), Lutka scena za decu pozorišta u Subotici, 1979.
- Plašljivi vuk, monodrama za decu, 1985, Malo pozorište "Duško Radović", Beograd. Ulogu plašljivog vuka tumačio Zoran Miljković. Režija: Dragomir Jović.
- Plašljivi vuk, pozorišni komad za decu, DANI SRPSKE KULTURE  Uloge: Marko Adžić, Olivera Jovanović i Petar Adžić. Režija: Madalena Ghitescu Petre, Srpska pozorišna scena "Merlin", Temišvar, 4.11.2022. godine.
- Plašljivi vuk, pozorišni komad za decu, u čast Dana državnosti Srbije, Uloge: Marko Adžić, Olivera Jovanović i Petar Adžić. Režija: Madalena Ghitescu Petre, Srpska pozorišna scena "Merlin", Temišvar, 14. februar 2023. godine.
- Don Žuan iz Leušića. Pozorišni komad za odrasle. Uloge: Marko Adžić, Goran Goga Pantin i Olivera Jovanović. Režija: Marko Adžić. Državni teatar - teatar na srpskom jeziku, Rumunija, Temišvar, 2015.
- Don Žuan iz Leušića, monodrama za odrasle, Teatar za decu i mlade "Merlin". Glavna uloga: Marko Adžić. Režija: Madalina Petre Gitesku. Rumunija, Temišvar, 2019.
- DANI SRPSKE KULTURE U RUMUNIJI, Don Žuan iz Leušića, monodrama za odrasle, Srpska pozorišna scena "Merlin". Glavna uloga: Marko Adžić. Režija: Madalena Ghitescu Petre, Temišvar 3.11.2022. godine.
- Pozdravi nekog, pozorišni komad po knjizi Vesne Ognjanović i Budimira Nešića, 1970, Amatersko pozorište Kulturnog centra sada Milanovačko pozorište, Gornji Milanovac. Adaptacija i režija: Borisav Atanasković.
- Pozdravi nekog. Autori: Budimir Nešić i Vesna Ognjanović. Adaptacija i režija: Borisav Atanasković. Narodno pozorište "Jovan Sterija Popović", Vršac, 1978.
- Radnička poema. Adaptacija i režija Borisav Atanasković. Pozorišni komad rađen po knjizi pesnika-seljaka Milutina Mijailovića, 1974. godina. Amatersko pozorište Kulturnog centra, sada Milanovačko pozorište, Gornji Milanovac.

 Borisav Atanasković, režija i adaptacija pozorišnih predstava u Amaterskom pozorištu Kulturnog centra Gornji Milanovac (sada Milanovačko pozorište) 1970. i od 1974. do 1976. godine
- Ljudi, Velimira Subotića, režija, 1970.
- Novogodišnja priča, Borisava Atanaskovića, autor i reditelj, 1970. godina.
- Pozdravi nekog, Vesne Ognjanović i Budimira Nešića, adaptacija i režija, 1970.
- Radnička poema, Milutina Mijailovića, adaptacija i režija, 1974.
- Dugonja, Trbonja i Vidonja, Mladena Širole, režija, 1974.
- Komandant Sajler, Borislava Mihajlovića Mihiza, režija, 1975.
- 'Tom Sojer, Mark Tvena, režija, 1975.
- Vojnici i mesečina, autor i reditelj, 1975.

Kratke priče, pripovetke i bajke
- Dve priče o malom Petru, "LOKOMOTIVA", železničarski ilustrovani list, Beograd, broj 4, april 1958, str. 20.
- Zagonetna priča, "Mali Jež", Beogradski stripski časopis za decu, Izdavač NIP "Jež", 15.V 1962, str. 5.
- Rat i mir, "Mali Jež", Beogradski stripski časopis za decu, Izdavač NIP "Jež", 5.VI 1962, str. 5.
- Čudo, "Mali Jež", Beogradski stripski časopis za decu, Izdavač NIP "Jež", 9.X 1962, str. 2.
- Devojčice, "Mali Jež", Beogradski stripski časopis za decu, Izdavač NIP "Jež", 19. III 1963, str. 2.
- Lopta, "Mali Jež", Beogradski stripski časopis za decu, Izdavač NIP "Jež", 17. XII 1962, str. 4.
- Pevač, "Mali Jež", Beogradski stripski časopis za decu, Izdavač NIP "Jež", 18.II 1964, str. 4.
- Zagonetna priča, "Mali Jež", Beogradski stripski časopis za decu, Izdavač NIP "Jež", 15. V 1964, str. 5.
- Priča o Zoranu, "Mali Jež", Beogradski stripski časopis za decu, Izdavač NIP "Jež", 19. XI 1963, str. 2.
- Paja, Joca i Goca, "Mali Jež", Beogradski stripski časopis za decu, Izdavač NIP "Jež", 19. V 1964, str. 11.
- Vrabac Džo, "Mali Jež", Beogradski stripski časopis za decu, Izdavač NIP "Jež", 13. X 1964, str. 4.
- Neposlušna kosa, "Poletarac", časopis za decu. Izdavač: Atelje za izdavačku delatnost novinsko-izdavačkog preduzeća "Borba", broj 9, 1957. godina, str.7.
- Mucavi, "Poletarac", časopis za decu. Izdavač: Atelje za izdavačku delatnost novinsko-izdavačkog preduzeća "Borba", broj 10, str. 6.
- Tenk juri veliku mačku, "Poletarac", časopis za decu. Izdavač: Atelje za izdavačku delatnost novinsko-izdavačkog preduzeća "Borba", broj 10, str. 10.
- Ko je kriv, "Poletarac", C časopis za decu. Izdavač: Atelje za izdavačku delatnost novinsko-izdavačkog preduzeća "Borba", str. 10.
- Kiša, "Poletarac", časopis za decu. Izdavač: Atelje za izdavačku delatnost novinsko-izdavačkog preduzeća "Borba", broj 4, str. 3.
- Važne stvari, "Poletarac" časopis za decu. Izdavač: Atelje za izdavačku delatnost novinsko-izdavačkog preduzeća "Borba", br. 10, str. 3.
- Čudne ocene, "Poletarac", časopis za decu. Izdavač:Atelje za izdavačku delatnost novinsko-izdavačkog preduzeća "Borba", br. 6, str. 6.
- Mali lisac, "Poletarac", časopis za decu. Izdavač: Atelje za izdavačku delatnost novinsko-izdavačkog preduzeća "Borba", broj 7, str. 2. i 3.
- Zakon igre, "Zmaj", književnu časopis za decu, Beograd, broj 3, str. 50. i 51.
- Krađa, "Zmaj", književni časopis za decu, br. 10, str. 248.
- Stvarno strašna opklada, "Zmaj", književni časopis za decu, br.13, str. 76. i 77.
- Trešnje i dečaci, "Zmaj", književni časopis za decu, br. 6-7, br. 172. i 173.
- Prokleti ključ, "Zmaj", književni časopis za decu, br. 3, str. 72. i 73.
- Čang i Čeng, "Zmaj", književni časopis za decu, br. 6-7, str. 170. i 171.
- Treći dečak, "Zmaj", književni časopis za decu, br. 12, str. 300. i 301.
- Noć, "Zmaj", književni časopis za decu, br. 13, str' 78. i 79.
- Brodić, "Zmaj", književni časopis za decu, br. 2, str. 50. i 51.
- Pravi drugovi, "Zmaj", književni časopis za decu, br. 12, str. 298. i 299.
- Vrlo velika riba, "Zmaj", književni časopis za decu, br. 89, str. 208. 209.
- Najzdraviji zub, "Dnevnik" (dodatak za decu dnevnih novina "Dnevnik", Novi Sad), 6. novembar 1959, str. 2.
- Dva Duška, "Dnevnik", 27. novembar 1959, str. 2.
- Ljutiti ponavljači, "Dnevnik", 4. decembar 1959, str. 2.
- Vrabac i lišće, "Dnevnik", 18. decembar 1959, str. 2.
- Partija šaha, "Dnevnik", 1. Januar 1960, str. 2.
- Razgovori sa snovima, "Dnevnik", 15. januar 1960, str. 2.
- Iskustvo s upijačem, "Dnevnik", 29. januar 1960, str. 2.
- Avion, "Dnevnik", 4. mart 1960, str. 2.
- Nesrećno zvonce, "Dnevnik", 18. mart 1960, str. 2.
- A čas sporo prolazi, "Dnevnik", 12. februar 1960, str. 2.
- Najlepše ime, "Dnevnik", 26. februar 1960, str. 2.
- Dečak sa kišobranom, "Dnevnik", 4. mart 1960, str. 2.
- Hvalisavci, "Dnevnik", 15. april 1960, str. 2.
- ŠTA SE PRIČA, "Dnevnik", 29. april 1960, str. 2.
- Crnac, "Dnevnik", 10. jun 1960, str. 2.
- Dečaci, "Dnevnik", 7. februar 1960, str. 2.
- Dragan Jarebica, "Dnevnik", 21. februar 1961, str. 2.
- Pravo čudo, "Dnevnik", 4. april 1961, str. 2.
- Mala priča, "Dečji Dnevnik" (podlistak dnevnih novina "Dnevnik", Novi Sad), str. 2. i 3.
- Stara Dženi, "Dečji DNEVNIK'", str. 2. i 3.
- Mudraci i kišobran, "Dečji DNEVNIK", str. 2. i 3.
- Strašno letovanje, 2. oktobar 1963, str. 2. i 3.
- Loši crtači, "Dečji DNEVNIK", str. 2. i 3.
- Šaljiva priča, "Dečji DNEVNIK", str. 2. i 3.
- Crni đaci, "Dečji DNEVNIK", str. 2.
- Sveznalica, "Dečji DNEVNIK", str. 2.
- Čiji je štap, "Zdrav PODMLADAK", Izdavač: Crveni krst Jugoslavije, 8. april 1960, str. 13.
- Tri kruške, "Politika za decu", 25. septembar 1958, str. 2.
- Priča o malom automobilu, "Politika za decu", 2. oktobar 1958, str. 2.
- Pevač, "Politika za decu", 10. avgust 1961, str. 4.
- Pričica o Miši, "Politika za decu", 24. avgust 1961, str. 4.
- Strah, "Politika za decu", 2. mart 1967, str. 4.
- Ruža i golubica, "Politika za decu", 4. maj 1972, str. 2.
- Kapetani bez sreće, "Politika za decu", 8. jun 1972, str. 2.
- Zimsko doba, "Politika za decu", 26. februar 1976, str. 3.
- Apači koji šapuću, "Politika EKSPRES", "ĐAČKA STRANA", 17. septembar 1976, str. 11.
- Verni Verčo, "Politika za decu", 24. februar 1977, str. 2.
- Toške ide u svet, "Politika EKSPRES", "ĐAČKA STRANA", 16. jul 1976, str. 11.
- Gusarska minđuša, "Politika EKSPRES", "ĐAČKA STRANA", 18. oktobar 1974, str. 17.
- Ponavljač, "Politika EKSPRES", "ĐAČKA STRANA", 1. mart 1974, str. 17.
- Gozba od mrvica, "Politika EKSPRES", "ĐAČKA STRANA", 15. mart 1974, str. 17.
- Put oko sveta, "Politika za decu", 13. avgust 1959, str. 4.
- Zvonce, "Politika za decu", 1. oktobar, 1959, str. 4.
- Priča s' dvostrukim završetkom, 31. decembar 1959, str. 4.
- Čarobni lonac, "Politika za decu", 25. februar 1960, str. 2.
- Slučajna priča, "Politika za decu", 17. mart 1960, str. 2.
- Lopta, "Politika za decu", 24. mart 1960, str. 2.
- Nedovršena priča, "Politika za decu", 31. mart 1960, str. 3.
- Dvojka, "Politika za decu", 26. maj 1960, str. 3.
- Džimi i Voja, "Politika za decu", 9. jun 1960, str. 4.
- Žaba, "Politika za decu", 21. jul 1960, str. 2.
- Ožiljci, "Politika za decu", 28. jul 1960, str. 3.
- Mališan, "Politika za decu", 11. avgust 1960, str. 3.
- Izgovor, "Politika za decu", 18. avgust 1960, str. 3.
- Događaj u dvorištu, "Politika za decu", 29. septembar 1960, str. 4.
- Dobri mačak Maks, "Politika za decu", 20. oktobar 1960, str. 4.
- Iščekivanje, "Politika za decu", 15. decembar 1960, str. 2.
- Dečak i mrak, "Politika za decu", 22. decembar 1960, str. 4.
- Petičar, "Politika za decu", 2. februar 1961, str. 4.
- Mališanova posla, "Politika za decu", 9. februar 1961, str. 1.
- Otac i sin, "Politika za decu", 16. februar 1961, str. 4.
- Pouzdan svedok, "Politika za decu", 23. februar 1961, str. 3.
- Draganov slučaj, "Politika za decu", 16. mart 1961,str. 4.
- Lovac Žarko, "Politika za decu", 30. mart 1961, str. 2.
- Pogađač, "Politika za decu", 13. april 1961, str. 1.
- Ljutita mama, "Politika za decu", 20. april 1961, str. 1.
- Dečak i žabac, "Politika za decu", 4. maj 1961, str. 2.
- Domišljati Sima, "Politika za decu", 11. maj 1961, str. 1.
- Pomoć u nevolji, "Politika za decu", 1. jun 1961, str. 3.
- Gliša nalazač, "Politika za decu", 8. jun 1961, str. 3.
- Dečak s naočarima, "Politika za decu", 29. jun 1961, str. 2.
- Mali događaj, "Politika za decu", 6. jul 1961, str. 2.
- Dokazana stvar, "Politika za decu", 1961, str. 2.
- Džimi, "Politika za decu", 13. jul 1961, str. 13.
- Na plaži, "Politika za decu", 3. avgust 1961, str. 1.
- Strašna poruka, "Politika za decu", 19. januar 1967, str. 2.
- Dedina ledara, "Politika EKSPRES", "ĐAČKA STRANA", 17. februar 1978, str.13.
- Ponosni dečak, "Politika za decu", 24. avgust 1961, str. 1.
- Mali lisac, "Politika za decu", 14. februar 1963, str. 3.
- Poledica, "Politika za decu", 7. mart 1963, str. 3.
- Netrpeljivi Gliša, "Politika za decu", 14. mart 1963, str. 3.
- Tužni Sneško i dedica veseljak, "Politika za decu", 4. april 1963, str. 3.
- Mali čudotvorac, "Politika za decu", 11. april 1963, str. 2.
- Duškova briga, "Politika za decu", 18. april 1963, str. 2.
- Događaj u dvorištu, "Politika za decu", 23. maj 1963, str. 2.
- Bliski rođaci, "Politika za decu", 3. novembar 1960, str. 1.
- Lutkin osmeh, "Politika za decu", 30. maj 1963, str. 1.
- Signali na času, "Politika za decu", 20. juni 1963, str. 1.
- Tako ti je to dete moje, "Politika za decu", 27. juni 1963, str. 3.
- Događaj u razredu, "Politika za decu", 4. jul 1963, str. 2.
- Dobričina - dedica i Mesec, "Politika za decu", 22. avgust 1963, str. 1.
- Dečak Vlada, "Politika za decu", 5. septembar 1962, str. 3.
- Crna mačka, "Politika za decu", 21. maj 1964, str. 3.
- Izgubljena krpica, "Politika za decu", 18. jun 1964, str. 2.
- Opravdanje, "Politika za decu", 25. jun 1964, str. 3.
- Na reci, "Politika za decu", 9. jul 1964, str. 3.
- Događaj na drumu, "Politika za decu", 23. jul 1964, str. 3.
- Pajac Joca i Goca, "Politika za decu", 30. jul 1964, str. 2.
- Dečaci, "Politika za decu", 24. septembar 1964, str. 3.
- Sto poslova, "Politika za decu", 1. oktobar 1964, str. 3.
- Nosač kao džin, "Politika za decu", 8. oktobar 1964, str. 3.
- Verica vodi mamu u grad, "Politika za decu", 12. novembar 1964, str. 3.
- Hrabri klizači, "Politika za decu", 28. januar 1965, str. 3.
- Njena radost, "Politika za decu",  4. februar 1965, str. 2.
- Šaljivčina mrak, "Politika za decu", 4. mart 1965, str. 2.
- Baka i unuk traže mrave, "Politika za decu", 25. marta 1965, str. 1.
- Zimski okršaj, "Politika za decu", 15. april 1965, str. 3.
- Dnevnik, "Politika za decu", 20. maj 1965, str. 3.
- Jocin sat, "Politika za decu", 27. maj 1965, str. 3.
- Na času crtanja, "Politika za decu", 10. jun 1965, str. 3.
- Pištaljka, "Politika za decu", 17. jun 1965, str. 2.
- Utočište, "Politika za decu", 24. jun 1965, str. 2.
- Unuk i deda, "Politika za decu", 15. jul 1965, str. 1. i 2.
- Tanja i teča, "Politika za decu", 22. jul 1965, str. 1.
- Priča o zubobolji, "Politika za decu", 12. avgust 1965, str. 1.
- Hrabri berberin, "Politika za decu", 26. avgust 1965, str. 1.
- Tačno u podne, "Politika za decu", 9. septembar 1965, str. 2.
- Večernja priča, "Politika za decu", 11. novembar 1965, str. 3.
- Voja i njegov lenjir, "Politika za decu", 25. novembar 1965, str. 3.
- Plavi sapunčić, "Politika za decu", 27. januar 1966, str. 2.
- Milica i njena mama čekaju voz, "Politika za decu", 17. februar 1966, str. 1.
- Baka i unuk, "Politika za decu", 17. februar 1966, str. 1.
- Mačak i vrapci, "Politika za decu", 3. mart 1966, str. 4.
- Pismo drugu, "Politika za decu", 17. mart 1966, str. 2.
- Mraz i dečak, "Politika za decu", 28. april 1966, str. 2.
- Mađioničar Vlada, "Politika za decu", 23. jun 1966, str. 2.
- Vrabac i dud, "Politika za decu", 21. jul 1966, str.2.
- Ribolovci, "Politika za decu", 29. avgust 1966, str. 2.
- Neočekivani gost, "Politika za decu", 3. januar 1967, str. 4.
- Poseta, "Politika za decu", 26. januar 1967, str. 3.
- Džin Milojko iz Takova, "Politika za decu", 23. februar 1967, str. 1.
- Strah, "Politika za decu", 7. mart 1967, str. 4.
- Veliki plač, "Politika za decu", 6. april 1967, str. 2.
- Ratnik Duško, "Politika za decu", 22. jun 1967, str. 3.
- Zorica mesi kolače, "Politika za decu", 24. avgust 1967, str. 4.
- Kako je Joca odvalio vrata, "Politika za decu", 8. februar 1968, str. 1.
- Usamljeni dimnjak, "Politika za decu", 11. jul 1968, str. 3.
- Nemirni deda, "Politika za decu", 22. avgust 1968, str. 4.
- Tužna vrba i žuti balončić, "Politika za decu", 13. februar 1969, str. 1.
- O jednoj kozi, "Politika za decu", 20. mart 1969, str. 2.
- Vladina trula daska, "Politika za decu", 3. jul 1969, str. 3.
- Rastanak sa drugaricom, "Politika za decu", 24. jul 1969, str. 3.
- Neobičan izlet, "Politika za decu", 21. avgust 1969, str. 3.
- Zmaj na balkonu, "Politika za decu", 28. avgust 1969, str. 1.
- Maštanje u šupi, "Politika za decu", 30. oktobar 1969, str. 1.
- Bajka o kraljeviću Snešku, "Politika za decu", 5. mart 1970, str.1.
- Prstenčić, "Politika za decu", 26. mart 1970, str. 4.
- Princ Todor i princeza Budimka, "Politika za decu", 7. maj 1970, str. 1.
- Sudbina strašnog vuka, "Politika za decu", 21. maj 1970, str. 3.
- Pravi umetnik, "Politika za decu", 12. mart 1970.
- Čari jutra, "Politika za decu", 4. jun 1970, str. 3.
- Na trotoaru, "Politika za decu", 6. avgust 1970, str. 2.
- Svakidašnja priča, "Politika za decu", 13. avgust 1979, str. 2.
- Noćna prepirka, 13. avgust 1970, str. 3.
- Trava, šiprag i dedice, "Politika za decu", 13. avgust 1970, str. 4.
- Okršaj na reci, "Politika za decu", 24. septembar 1970, str. 3.
- Priča o bogatašu Miladinu, "Politika za decu", 8. oktobar 1970, str. 1. i 2.
- Neverovatni patuljak, "Politika za decu", 7. januar 1971, str. 1.
- Srećni dečak, "Politika za decu", 7. januar 1971, str. 3.
- Lepa pažnja, "Politika za decu", 14. januar 1971, str. 2.
- Rečni vuk, "Politika za decu", 14. januar 1971, str. 3.
- Bakini tanjiri, 20. maj 1971, str. 2.
- Ogledanje, "Politika za decu", 11. februar 1971, str. 3.
- Miš kao miš, 18. februar 1971, str. 3.
- Mostić na reci, "Politika za decu", 25. februar 1971, str. 3.
- Čudno i neobično, 25. februar 1971, str. 3.
- Gocin slučaj, "Politika za decu", 4. mart 1971, str. 3.
- Tačan odgovor, "Politika za decu", 11. mart 1971, str. 2.
- Smešno zviždanje, "Politika za decu", 11. mart 1971, str. 3.
- Čudni džepovi, 18. mart 1971, str. 2.
- Andrijina sudbina, "Politika za decu", 1. april 1971, str. 1.
- Rvač i po, "Politika za decu", 1. jul 1976, str. 2.
- Čavka i devojčica, "Politika za decu", 18. avgust 1977, str. 3.
- Koturaljke, "Politika za decu", 23. mart 1978, str. 3.
- Dim i vatra, "Politika za decu", 6. maj 1971, str. 1. i 2.
- Šta baka šapuće, "Politika za decu", 27. 1971, str. 2.
- Baka na straži, "Politika za decu", 3. jun 1971, str. 3.
- Sobni fantom, "Politika za decu", 3. jun 1971, str. 2.
- Težak bolesnik, "Politika za decu", 22. jul 1971, str. 2.
- Crni Joca, "Politika za decu",  22. jul 1971, str. 3.
- Drvoseča Lučić, "Politika za decu", 29. jul 1971, str. 3.
- Prvi gusari, "Politika za decu", 5. avgust 1971, str. 2.
- Krokodilski smeh, "Politika za decu", 12. avgust 1971, str. 3.
- Oluja, "Politika za decu", 19. avgust 1971, str. 2.
- Doručak za kauboja, "Politika za decu", 8. septembar 1971, str. 4.
- Devojčica i grom, "Politika za decu", 16. septembar 1971, str. 4.
- Deda vrač, "Politika za decu", 23. septembar 1971, str. 1.
- Tigar koji plače, "Politika za decu", 30. septembar 1971, str. 1.
- Svašta na reci, "Politika za decu", 7. oktobar 1971, str. 2.
- Jogunica Verica, "Politika za decu", 31. maj 1973, str. 2.
- Mistrija, "Politika za decu", 7. jun 1973, str. 1.
- U laži su kratke noge, "Politika za decu", 30. avgust 1973, str. 3.
- Veština rvanja, "Politika za decu", 1. mart 1973, str. 4.
- Telefonski poziv, "Politika za decu", 8. novembar 1973, str 3.
- Bakine dečje boljke, "Politika za decu", 6. decembar 1973, str. 4.
- Baka pletilja, "Politika za decu", 7. mart 1974, str. 3.
- Zabavljač, "Politika za decu", 17. novembar 1960, str. 3.
- Nezvani Paun, "Politika za decu", 17. maj 1973, str. 1.
- Dovitljivi Saša, "Politika za decu", 10. maj. 1973, str. 1.
- Kapetani bez sreće, "Politika za decu", 8. juni 1972, str. 2.
- Vrapčija srdžba, "Politika za decu", 22. juni 1972, str. 2.
- Krčmar, Vetar i Mesec, "Politika za decu", 3. februar 1972, str. 3.
- Do reke i natrag, "Politika za decu", 27. april 1972, str. 1.
- Stari krevet, "Politika za decu", 27. april 1972, str. 1.
- Rajkova vodenica, "Politika za decu", 18. maj 1972, str. 1.
- Milica i moler Tišma, "Politika za decu", 27. jul 1972, str. 2.
- Vredna baka, "Politika za decu", 10. avgust 1972, str. 3.
- Miladinove želje, "Politika za decu", 17. avgust 1972, str. 2.
- Dedin san, "Politika za decu", 17. avgust 1972, str. 2.
- Kovač Antonije i telefon, "Politika za decu", 24. avgust 1972, str.3.
- Mačak u oblacima, "Politika za decu", 31. avgust 1972, str. str. 3.
- Poklon za dedu, "Politika za decu", 12. oktobar, str. 3.
- Deda čita novine, "Politika za decu", 19. oktobar 1972, str. 4.
- Torta i kolači, "Politika za decu", 19. oktobar 1972, str. 1.
- Deda u lovu, "Politika za decu", 2. novembar 1972, str. 3.
- Deda kao samac, "Politika za decu", 2. novembar 1972, str. 3.
- Dedina leđa, "Politika za decu", 9. novembar 1972, str. 1.
- Priča o automatu, "Politika za decu", 25. novembar 1972, str. 1.
- Deda se odmara, "Politika za decu", 6. maj 1971, str. 4.
- Bakina šala, "Politika za decu", 8. novembar 1972, str. 3.
- Deda na balkonu, "Politika za decu", 16. novembar 1972, str. 2.
- Deda pomaže deci, 23. novembar 1972, str. 3.
- Junak Stanimir, "Politika za decu", 7. decembar 1972, str. 3.
- Verica i lasta, "Politika za decu", 14. decembar 1973, str. 3.
- Šareni baloni, "Politika za decu", 21. decembar 1972, str. 1.
- Veliki sneg, "Politika za decu", 11. januar 1973, str. 3.
- Brbljivi majstor, "Politika za decu", 29. juni 1972, str. 3.
- Dečak i sunčanica, "Politika za decu", 20. jul 1972, str. 3.
- Jogunasti stolar, 2. decembar 1971, str. 4.
- Veričina priča, "Politika za decu", 20. januar 1972, str. 1.
- Dedina drvena kašika, "Politika za decu", 27. januar 1972, str. 3.
- Mali bik, "Politika za decu", 27. januar 1972, str. 4.
- Slon hoće u London, "Politika za decu", 20. januar 1972, str. 1.
- Beli nosorog, "Politika za decu", 12. april 1973, str. 1.
- Snežna bajka, "Politika za decu", 15. februar 1973, str. 1.
- Tadija i ruže, "Politika za decu", 25. novembar 1971, str. 4.
- Seoska priča, "Politika za decu", 18. novembar 1971, str. 1.
- Plašljivi vuk, "Politika za decu", 1. februar 1973, str. 1.
- Kapetani bez sreće, "Politika za decu", 16. januar 1975, str. 5.
- Delije kod sudije, "Politika za decu", 14. oktobar 1971, str. 1.
- Priča o Verici, 10. decembar 1959, str. 4.
- Morska priča, "Politika za decu", 5. februar 1976, str. 2.
- Zimsko doba, "Politika za decu", 26. februar 1976, str. 3.
- Petica, "GOLUB", prilog za našu decu, Beograd, jun 1963, str. 2.
- Jedan Gliša, "GOLUB", prilog za našu decu, Beograd, decembar 1965, str. 1.
- Crna cipela, "PIONIRI", 12. decembar 1957, str. 4.
- Prolećna priča, Archives, "Moje dete", Beograd, 4. 3. 2017.
- Prolećna priča, Ekološki časopis za decu "Čuvari ravnice" KEREFEKE, Novi Sad, 6. 4. 2024.

 Pozorišne uloge u Narodnom pozorištu "Toša Jovanović", Zrenjanin
- Doživljaji Nikoletine Bursaća. Autor: Branko Ćopić. Režija: Milan Barać. Bora Atanasković (Nikoletina Bursać), 1960.
- Lusi Kraun. Autor: Irvin Šo. Režija: Milutin Karišik. Bora Atanasković (Mladić), 15. 12. 1960.
- Večiti studenti. Autor: Zoran Đorđević. Režija Dušan Rodić. Bora Atanasković (Duško "Triling"), 1. 2. 1965.
- TAMO GDE SE SUNCE RAĐA. Autori: Šućuri Nakamura i Zjunzu Kanasita, Kutijica koja svira - Ždralovo perje. Režija: Jovan Bulajić. Bora Atanasković (Lopov),  Ždralovo perje, Bora Atanasković (Co Do), 4. 3. 1961.
- Mišolovka. Autor: Agata Kristi. Režija: Mihajlo Vasiljević. Bora Atanasković (Kristofer). 5. 10. 1961.
- Vuk Bubalo. Autor: Branko Ćopić. Režija: Mihajlo Vasiljević. Bora Atanasković (Golub). 26. 11. 1961.
- Profesor Mamlok. Autor: Fridrih Volf. Režija: Ljubiša Đokić. Bora Atanasković (Ernest). 9. 1. 1962.
- Prvi dan slobode". Autor: Leon Kručkovski. Režija: Milenko Šuvaković. Bora Atanasković (Karel). 20. 3. 1963.
- Ožalošćena porodica. Autor: Branislav Nušić. Režija: Dušan Rodić. Bora Atanasković (Mića). 10. 5. 1962.
- Stanoje Glavaš. Autor: Đura Jakšić. Režija: Dušan Rodić. Bora Atanasković (Porfirije). 9. 10. 1962.
- Klupko. Autor: Pero Budak. Režija: Milutin Karišik. Bora Atanasković (Ilija). 20. 12. 1962.
- Vinetu. Autor: Karl Maj. Režija: Jovan Bulajić. Bora Atanasković (Ratler). 14. 2. 1963.
- Mrak na vrhu stepeništa. Autor: Vilijam Indž. Režija: Dušan Rodić. Bora Atanasković (Panki). 19. 2. 1963.
- Žongleri. Autor: Zđislav Skovronski. Režija: Dušan Rodić. Bora Atanasković (Jurek).
- Banović Strahinja. Autor: Borislav Mihajlović Mihiz. Režija: Jovan Konjović. Bora Atanasković ( Sluga Milutin). 22. 10. 1963.
- Autobiografija. Autor: Branislav Nušić. Režija: Dušan Tošić.  Bora Atanasković (Bećar, Pisar Sreten). 9. 11. 1963.
- Zona Zamfirova. Autor: Stevan Sremac. Režija: Dušan Rodić. Bora Atanasković (Manulać). 4. 2. 1964.
- Licem u lice - Slučaj druga Koprivice. Autor: Branko Bauer. Režija: Milan Barić (Beraha). Bora Atanasković (Sekretar). 2. 10. 1964.
- Budilnik. Autor: Vlada Bulatović Vib. Režija: Slobodanka Caca Aleksić. Bora Atanasković. 21. 10. 1964.
- Ja, Danilo. Autor: Derviš Sušić. Režija: Milan Barić (Beraha). Bora Atanasković (Agronom). 26. 11. 1964.
- DR. Autor: Branislav Nušić. Režija: Milan Barić (Beraha). Bora Atanasković (Milorad). 30. 1. 1965.
- Kameleoni. Autor: Miodrag Ilić. Režija: Slobodanka Caca Aleksić. Bora Atanasković (Inženjer). 2. 10. 1965.
- Strane o ljubavi. Autor: Edvard Razinski. Režija: Slobodanka Caca Aleksić. Bora Atanasković (Vladik). 23. 2. 1966.
- Deca sunca. Autor: Maksim Gorki. Režija: Petar Govedarović. Bora Atanasković (Miša). 6. 5. 1966.
- Antigona. Autor: Žan Anuj. Režija: Slobodanka Caca Aleksić. Bora Atanasković (Stražar). 18. 10. 1966.
- Odumiranje međeda. Autor: Branko Ćopić. Režija: Petar Govedarović. Bora Atanasković (Ibro). 8. 11. 1966.
- Komandant Sajler. Autor: Borislav Mihajlović Mihiz. Režija: Jovan Putnik. Bora Atanasković (Kramer). 16. 2. 1967.
- Mišja staza. Autor:  Mikloš Đorđoš. Režija: Petar Govedarović. Bora Atanasković (Julije). 2. 3. 1967.
- Beograd nekad i sad. Autor: Branislav Nušić. Režija: Jovan Putnik. Bora Atanasković (Mile). 10. 4. 1967.
- Jelena Ćetković. Autor: Aleksandar Popović. Režija: Slobodanka Caca Aleksić. Bora Atanasković (Fini). 2. 10. 1967.
- Bog je umro uzalud. Autor: Radivoje Lola Đukić. Režija: Slobodanka Caca Aleksić. Bora Atanasković (Tripko). 15. 11. 1967.
- Život u mojim rukama. Autor: Piter Justinov. Režija: Slobodama Caca Aleksić. Bora Atanasković (Čarli Jergo). 21. 1. 1968.
- Bujrum. Autor: Derviš Sušić. Režija: Aleksandar Glovacki. Bora Atanasković (Smail). 6. 3. 1968.
- Nesahranjeni mrtvaci. Autor: Žan Pol Sartr. Režija: Aleksandar Glovacki. Bora Atanasković (Žan). 10. 4. 1968.
- Saćurica i šubara. Autor: Ilija Okruglić. Režija: Slobodanka Caca Aleksić. Bora Atanasković (Rista). 22. 9. 1968.
- Koštana. Autor: Bora Stanković. Režija: Jovan Konjević. Bora Atanasković (Kurta). 29. 10. 1968.
- Zimska bajka. Autor: Viljem Šekspir. Režija: Dušan Mihajlović. Bora Atanasković (Antigon). 20. 11. 1968.
- Silazak Orfeja. Autor: Tenesi Vilijams. Režija: Slobodanka Caca  Aleksić. Bora Atanasković (Dog). 14. 1. 1969.
- Zagrli me čvrsto. Autor: Mihajlo Vasiljević. Bora Atanasković (Mister Kokfort). 5. 2. 1969.
- Ćutnje Slobodana radenika. Autor: Oskar Davičo. Režija: Boda Marković. Bora Atanasković (Pavliček). 2. 10. 1969.
- O, lakše samo kroz gusto granje. Autor: Jovan Maksimović. Režija: Jovan Putnik. Bora Atanasković. 13. 10. 1969.
- Đavolov učenik. Autor: Bernard Šo. Režija: Bora Grigorović. Bora Atanasković (Kristi). 4. 11. 1969.
- Poštovaću ga, bio mrtav ili živ. Memorijal Toše Jovanovića. Režija: Jovan Putnik. Ceo ansambl i svi učenici Pozorišne škole. 29. 11. 1969.
- Vetrovi koračaju. Autor: Žarko Vasiljević. Režija: Jovan Putnik. Bora Atanasković. 12. 12. 1969.
- Veče humora i parodija. Režija: Jovan Putnik. Ceo ansambl i svi učenici Pozorišne škole. 13. 12. 1969.
- Cveće i smrt starog Luke. Autor: Radivoj Šajtinac. Režija:Jovan Putnik. Bora Atanasković (Smrt). 18. 2. 1970.
- Sumnjivo lice. Autor: Branislav Nušić. Režija: Braslav Borozan. Bora Atanasković (Tasa). 12. 6. 1970.

Pozorišne uloge u Narodnom pozorištu u Leskovcu
- Nikola Skobaljić. Autor: Tomislav Cvetković. Reditelj: Dušan Mihajlović - Bata Duša. Bora Atanasković (Despot Đurađ Branković). 1971/1972.
- Verglaši. Autor: Sava Dimitrijević. Režija: Živorad Mitrović. Bora Atanasković (Petronije, Milan). 1971/1972.
- Mirandolina. Autor: Karlo Goldoni. Režija: Mihajlović Dušan - Bata Duša. Bora Atanasković (Albafiorite). 14. 10. 1971.
- Gospođa ministarka. Autor: Branislav Nušić. Režija: Đurđević Đorđe. Bora Atanasković (Čeda Urošević). 29. 11. 1971.
- Uobraženi bolesnik. Autor: Molijer Žan Baptist Poklen. Režija: Đura Udicki. Bora Atanasković (G. Pirgon). 3. 10. 1973.
- Narodni poslanik. Autor: Branislav Nušić. Režija: Đurđević Đorđe. Bora Atanasković (Sekulić). 13. 10. 1973.
- Afera nedužne Anabele. Režija: Udicki Đura. Autor: Velimir Lukić. Bora Atanasković (Ferdinando). 27. 1. 1974.
- Besede. Režija: Udicki Đura. Bora Atanasković (Eklesijast). 27. 3. 1974.
- Čovek koji nikada nije umro. Autor: Stejvis Beri. Režija: Đura Udicki. Bora Atanasković (Džonson, Aksel Kulej). 18. 4. 1974.

Pozorišne uloge u Narodnom pozorištu "Jovan Sterija Popović" u Vršcu
- Klupko. Autor: Pero Budak. Režija: Milorad Karišik. Bora Atanasković (Ilija). 1976.
- Nagrada. Autor: Kintero Viera Hektor. Režija: Đura Udicki. Bora Atanasković (Oktavio). 9. 12. 1976.
- Stolica koja se ljulja. Režija: Dušan Rodić. Autor: Novak Novak. Bora Atanasković (Rade). 1977.
- Čudo u Šarganu. Autor: Ljubomir Simović. Režija: Dušan Rodić. Bora Atanasković (Mile). 16. 2. 1977.
- Kralj Betajnove. Autor: Ivan Cankar. Režija: Đura Udicki. Bora Atanasković (Sudija). 14. 4. 1977.
- Priča o drugu Titu. Autori: Zvonko Štraubringer i Miloje Popović. Režija: Radoslav Simić. 17. 1. 1977.
- Limunada Džo. Autor: Erdečka Jirži. Režija: Đura Udicki. Bora Atanasković (Barmen). 3. 12. 1977.
- Podvala. Autor: Milovan Glišić. Režija: Đura Udicki. Bora Atanasković (Neša). 18. 2. 1978.
- Kamen za pod glavu. Autor: Milica Novković. Režija: Aleksandar Glovacki. Bora Atanasković (Milun). 26. 5. 1978.
- Pokojnik. Autor: Branislav Nušić. Režija: Slavko Tatić. Bora Atanasković (Milan Novaković). 14. 12. 1978.
- Bećarac. Autor: Zoran Petrović. Režija: Ivan Rakidžić. Bora Atanasković (Učitelj Sima). 3. 2. 1979.
- Ujka Vanja. Autor: Čehov Anton Pavlović. Režija: Radoslav Lazić. Bora Atanasković (Teljegin). 1976/1977.
- Koštana. Autor: Bora Stanković. Bora Atanasković (Asan). 1976.

## Literatura
- Милошевић, Александра (2001). СТО ГОДИНА КОШТАНЕ НА СРПСКИМ СЦЕНАМА (1900—2000). Музеј позоришне уметности Србије.
- Политика, четвртак, 7. јануар 1971 — Једанаест нових писаца у Војводини.
- Radio-televizija Beograd, specijalna izdanja "RTV-TEORIJA I PRAKSA, 7, 1979, Borisav Atanasković: DON ŽUAN IZ LEUŠIĆA, str. 113.
- POLITIKA, Beograd, 17. avgust 1977, Đorđe Đurđević: NA RADIO-TALASIMA, Osluškivanje dečaštva, Iz programa Radio-Beograda: "Jedna strašna krivica", Borisava Atanaskovića.
- Književna reč u Zrenjaninu 1944-1984, BIBLIOTEKA UMETNOST KNJIGA I, PRIREĐIVAČI: BOŽO BOBOT, LUKA HAJDUKOVIĆ, MILAN LIVADA. Atanasković Borisav -- XXVIII, XXX, XXXI, 14-15, 238.
- ƯJVIDÉKI RÁDIÓ x RADIO-NOVI SAD: RADIO-DRAME I RADIO BAJKE ZA DECU NA PROGRAMU RADIO-NOVOG SADA Sezona 1970-71, 1971-72, 1972-73. i 1973-74.Borisav Atanasković: BANDI, NO MEG A BANDITÁK (JEDOG DANA JEDAN BOBAN), 1971. XII. 12.
- POZORIŠNE NOVINE, Beograd, 10. mart 1974. godina I, nulti broj, Borislav Zdravković: LESKOVAC, Malograđani našeg vremena, "Igralište" Borisava Atanaskovića u režiji Đure Udickog, strana 6.
- Večernje NOVOSTI, 29. april 1978, Beograd, USPEH DEČJE SCENE "ATELJE MLADIH" IZ PANČEVA, ŠEST PREDSTAVA NA MAJSKOJ SMOTRI.
- Večernje NOVOSTI Kriza Zrenjaninskog pozorišta, GOLOTINJOM PROTIV GLEDALACA, sreda 21. oktobar 1970, str. 13.
- ZRENJANIN, MEĐUOPŠTINSKI LIST SOCIJALISTIČKOG SAVEZA, ZRENJANIN, GODINA XVI, BROJ 825, 3. avgust 1968, BORISAV ATANASKOVIĆ - prva "čivija" Zrenjanina, str. 5.
- POLITIKA,Beograd, 30. maj 1972, Na radio-talasima, Đorđe Đurđević: GLUMCI I ULOGE, Iz programa Radio-Beograda: "Tik-tak" Aleksandra Obrenovića i " Smrtni ljudi" Borisava Atanaskovića, str. 21.
- BORBA  -  RTV dodatak svakog petka, Izaberite iz radio emisije, decembar, 1974. godine: Mija Aleksić tumači jedinu ulogu u radio-komediji Borisava Atanaskovića "Don Žuan iz Leušića. Premijera je na Prvom programu Radio Beograda, u ponedeljak 16. decembra u 17, 45.
- POLITIKA, Beograd, 18. mart 1975, Đorđe Đurđević: NA RADIO-TALASIMA, MOTIVI IZ SAVREMENOG ŽIVOTA, Iz programa Radio-Beograda i Radio-Sarajeva: "Monolozi o suštini" Slobodana Turlakova, "Ljerka" Borisava Atanaskovića i "Ring" Joana Grigoreskua.
- POLITIKA, Beograd, 18. maj 1976, NA RADIO-TALASIMA, Đorđe Đurđević: Blizu i daleko od Bore Stankovića, Iz programa Radio-Beograda i Radio-Zagreba: "Žal za mladost" dr Aleksandra Pejovića, "Piljarnica iliti srpska misterija" Borisava Atanaskovića, "Leptir" Miodraga Đurđevića i "Lice iza stakla" Zvonimira Bajsića.
- POLITIKA, Beograd, 23. decembar 1974, Đorđe Đurđević: Iz programa Radio-Beograda, Radio-Sarajeva i Radio-Zagreba: "Don Žuan iz Leušića Borisava Atanaskovića, "Prokleti pljusak" Ježija Kšištonja i "Glumica" Feđe Šekovića, str. 17.
- EKSPRES-POLITIKA, Beograd, Ivan Babić: 28. jun 1977, str.7. FENOMEN DEČJE PUBLIKE U STERIJINOM TEATRU, Kao na utakmici * Zašto se deca dovode na predstave namenjene odraslima.
- ZRENJANIN, MEĐUOPŠTINSKI LIST SOCIJALISTIČKOG SAVEZA, ZRENJANIN, 20. decembra 1969, Bogdan Gušić: INTIMNO PA JAVNO SA BOROM ATANASKOVIĆEM "PIŠEM IZ TREĆIH RAZLOGA...", str. 5.
- POLITIKA, BEOGRAD, 17. februar 1982, Đorđe Đurđević: NA RADIO-TALASIMA, Zbilja i uobrazilja, iz programa Radio-Beograda i Radio-Novog Sada: "Šampion kroz prozor" Vladimira Stojšina i "Mobi Dik od leda" Borisava Atanaskovića.
- DNEVNIK, Novi Sad, 21. avgust 1982, Miroslav Radonjić: RADIO-DRAMA, ZA ODRASLE I ZA DECU, "Došljak" Slobodana Novana i Dušana Cara i "Halo, halo..." Borisava Atanaskovića iz programa Radio-Zagreba i Radio-Sarajeva.
- PRAKTIČNA ŽENA časopis, Beograd, 8. juni 1974, Božidar Timotijević, pesnik: ČITA ZA VAS Borisav Atanasković, "PREKO DANA DO UVEČE", kratke priče za školski uzrast do 10 godina, str. 18.
- D.L.: Podvig teatra "Atelje mladih" iz Pančeva, Pregršt nagrada "Detektivskoj priči", Večernje NOVOSTI, Beograd, 8. juni 1978. godine.
- Тамара М. Жељски: РУКОПИСНА ЗАОСТАВШТИНА РЕДИТЕЉА ЈУРИЈА РАКИТИНА, докторска дисертација, Београд, 2018, Бора Атанасковић, стр. 208.
- Miroslav Radonjić: RADIO-DRAMA ZA ODRASLE I ZA DECU, "Došljak" Slobodana Novana i Duška Cara i "Halo, halo..." Borisava Atanaskovića na prigramima Radio-Zagreba i Radio- Sarajev, DNEVNIK, Novi Sad, 21. avgust 1982.
- Borisav Atanasković: KNJIŽEVNO METEOROLOŠKI INTERVJU, JEŽ, Broj 889 - godina XXII, Beograd, 14 jul 1956, str. 2.
- Borisav Atanasković: Dečja radio-igra, iliti kako se piše radio-igra za decu, ULAZNICA, časopis za kulturu i društvena pitanja, Zrenjanin, godina XVII, Avgust 1983, broj 88, str. 50.
- Borisav Atanasković: Radio-igra za decu, Idi kući, piši sledeću, Ili šta u jednoj "dečjoj radio-igri" deca mogu da vide, DNEVNIK, Novi Sad, ČETVRTAK, 18. AVGUST 1983, KULTURA*NAUKA*UMETNOST.
- Borisav Atanasković: Na margini, Dnevnik jednog pisca, Kako razlikovati pravog od lažnog pisca?! Pisac bez svog dnevnika je kao violina bez gudala ili kao leva bez desne čarape, DNEVNIK, Novi Sad, ČETVRTAK, 3. NOVEMBAR 1983, STRANA III.
- Borisav Atanasković: Na margini, Remek-delo za decu, Šta je to s piscima i njihovim komadima za decu. Šalju ih, pa šalju..., DNEVNIK, Novi Sad, ČETVRTAK, 13. OKTOBAR 1983, STRANA IV.
- Borisav Atanasković: Humoreska, Proleće u knjižarama, Deset najčitanijih knjiga za decu i odrasle. - Knjiga nije skupa, ako je volite, DNEVNIK, Novi Sad, ČETVRTAK, 26. APRIL 1984, IV STRANA.
- Aleksandar Popović: Jelena Ćetković, Narodno pozorište "Toša Jovanović", Zrenjanin: Režija Slobodanka Aleksić. Scenografija i kostimografija Vlada Rebezov. Muzika Branislav Milićević. Igraju: Ljiljana Rebezov (Jelena Ćetković), Bogdanka Vakanjac (Vera), Gordana Vinokić (Draginja), Filomena Dogan (majka Draginjina), Nikola Jurin (Alija), Marinko Šebez (Lola), Stevan Baja Gardinovački (Vuk), Mašo V. Topić (Gospodin), Sava Damjanović (Avramović), Aca Šajber (Miladunović), Lazar Brusin (Obrad), Bora Atanasković (Fini), Selimir Tošić (Gavra).
- B. Gušić, Zrenjanin, Zrenjanin. 2. X 1967;
- N. Medvedev, Dnevnik, Novi Sad,15. X 1967; D. Antonijević, Kikindska komuna, Kikinda, 26. X 1967.
- O. Novaković: Ispitne predstave UČENIKA POZORIŠNE ŠKOLE U NOVOM SADU, Naša SCENA (novine), Novi Sad, 1. februara 1953. godine, str. 3.
- Dubravka Vrgoć: Lutkarstvo, Vuk bez bajke, Zoran Miljković kao tumač "Plašljivog vuka" Borisava Atanaskovića u Zagrebačkom kazalištu lutaka ostvario je dojmljivu predstavu, Vjesnik, Zagreb, 27. januar 1986. godine.
- P. Mioč: 25. JUGOSLOVENSKI FESTIVAL DJETETA U ŠIBENIKU, NA POZORNICAMA JDF-a, Kvalitetne izvedbe, "Plašljivi vuk" stigao u Dubrić, SLOBODNA DALMACIJA, Split, 3. juli 1985. godine.
- Stanko Ž. Šajtinac: 60 GODINA DRAMSKE SCENE 50 GODINA LUTKARSKE SCENE, Monografija Narodnog pozorišta "Toša Jovanović, Zrenjanin, Izdavač: Narodno pozorište "Toša Jovanović", Zrenjanin, 2019. str. 115, sezona 1966/67. godine: Bogdanka Vakanjac i Borisav Atanasković u predstavi Kameleoni. Str. 85, 96, 97, 98, 99, 100, 101, 102, 103, 104, 115, 119, 126, 128, 129, 130, 131, 132, 133, 287, 288, 323, 324, 401.
- Stanko Ž. Šajtinac: 60 GODINA DRAMSKE SCENE 50 GODINA LUTKARSKE SCENE, Monografija Narodnog pozorišta "Toša Jovanović", Zrenjanin. Izdavač: Narodno pozorište "Toša Jovanović" Zrenjanin, 2019: Lutka scena, pozorišni komadi za decu: 1. Autor Borisav Atanasković, režija Slobodanka Aleksić: Novogodišnja priča, 30. 12. 1967, str. 129. 2. Koautori: Borisav Atanasković i Hartig Šandor, Crvenkapa, 6. 6.1974. (Sezona 1970/71. i 1971/72) str. 287. i 288. 3. Autor: Borisav Atanasković Mof i Džof, 31.5.1981. (Sezona 1981/83) str. 323, 324. 4. Autor: Borisav Atanasković, režija: Ljiljana Arsenov, prevod na mađarski jezik: Kalember Zona:  Moff és Joff, (Mof i Džof) 11.6.1981, str. 323.
- VRŠAČKA KULA (novine), Vršac, Dragoljub Tašlić: NA SCENI VRŠAČKOG NARODNOG POZORIŠTA "STERIJA", TRI PREMIJERE U OKTOBRU, 27. X 1977, str. 14.
- VRŠAČKA KULA (novine), Vršac, Berki Ilona: Priprema se peta pozorišna premijera u ovoj sezoni, Glišićevi junaci na sceni "Sterije", 30. I 1978, str. 17.
- VRŠAČKA KULA (novine), Vršac, Gordana Lazić: Februarska premijera, E, vala - podvala, 26. II 1978, str.13.
- VRŠAČKA KULA (novine), Vršac, Monodrama na sceni "Sterije". Monodramski tekst rađen prema knjizi Vesne Ognjenović i Budimira Nešića "Pozdravi nekog", izbor i adaptacija Borisav Atanasković, glavna uloga Čedomir Vujić, 31. III 1978, str. 10.
- VRŠAČKA KULA (novine), Vršac, Gordana Lazić: SEDMA PREMIJERA NA SCENI VRŠAČKOG POZORIŠTA "STERIJA": "Kamen za pod glavu", "tvrd je orah" kuća Vučetića, 9. VI 1978, str. 14.
- VRŠAČKA KULA, (novine), Vršac, Drugom polovinom oktobra u Vršcu, Dani u znaku "Sterije", Pesnik sa stihovima umire, 3. XI 1978, str 14.
- VRŠAČKA KULA, (novine), Vršac, Održane dve premijere na sceni "Sterije" u ovoj pozorišnoj sezoni, Dobra predstava gostujućeg reditelja Euđena Vanče, 29. novembar 1978, str. 5.
- VRŠAČKA KULA", (novine), Vršac: DECEMBARSKA PREMIJERA NA SCENI NARODNOG POZORIŠTA "STERIJA", NEUPOKOJENI "POKOJNIK", 28. decembra 1978, str.11.
- ENCIKLOPEDIJA SRPSKOG NARODNOG POZORIŠTA: DRŽAVNA POZORIŠNA ŠKOLA, NOVI SAD, www.snp.org.rs.
- Sterijino pozorje Novi Sad, 2015. godina: 60. godina Sterijinog pozorja, arhivska građa, priredila Aleksandra Kolarić, 1974: Bora Atanasković, Igralište, Narodno pozorište, Leskovac, str. 49.
- SLUŽBENI LIST GRADA BEOGRADA, broj 119, 21. decembar 2018, str. 119--49.
- DETINJSTVO, časopis o književnosti za decu, godina V • broj 1 • proleće 1979/1, Izdavač: Dečje Zmajeve igre, Novi Sad: BIBLIOGRAFIJA, Radio-igre za decu emitovane od 1968. do 1978, Radio stanice Beograd, Ljubljana, Novi Sad, Sarajevo, Zagreb, str. 77-90.
- Službeni list grada Niš, godina XXVII, broj 64, 16. avgust 1919, str. 8. i 9.
- Таковске новине, Горњи Милановац: На дванаестој "Школској сцени" током десет дана приказано девет представа, Дечја сцена навукла завесе — до наредне године, Представа "Елдорадо" је проглашена за најбољу у категорији средњошколаца, а "Побуна у библиотеци" у категорији основаца, 24.мај 2018. године, стр. 11.
- Таковске новине, Горњи Милановац: УЛИЦА У ПРЕСТОНИЦИ НОСИ ИМЕ ЈЕДНОГ МИЛАНОВЧАНИНА, Бора Атанасковић "добио" улицу на Вождовцу, 21. март 2019. године, стр. 9.
- Marija Kardelisova i Andrej Čipkar, čitanka "Sunčev pevač" za I razred osnovne škole: Borisav Atanasković priča Stvarno strašna opklada. Izdavač: Zavod za izdavanje udžbenika,Beograd, 1966, str. 191.
- "Sve počinje pričom", lektira za III i IV razred osnovne škole: Borisav Atanasković, priča 'Poledica'. Izdavač: Zavod za izdavanje udžbenika, Novi Sad, 1966, str. 25.
- Milana Perišić i Zlata Vidaček "Deca su ukras sveta": Borisav Atanasković, priča Dečaci. Izdavač: Zavod za izdavanje udžbenika, Beograd, 1980, str. 48.
- ZORAN SLAVIĆ, PISANJE ZABORAVA, Izdavač: Agora, 2004. godina, str. 86.
- ZORAN SLAVIĆ: U MAGIJI POZORIŠNE STVARNOSTI (Pozorišni dnevnik (1969-2018), 11. 10. 1969, 'Zrenjanin', str. 10/215; 21. februar 1970, 'Zrenjanin', str. 13/215.
- MUZEJ POZORIŠNE UMETNOSTI SRBIJE. Borisav Bora Atanasković. Pozorišne uloge u Narodnom pozorištu "Toša Jovanović", Zrenjanin; Narodno pozorište Leskovac i Narodno pozorište "Jovan Sterija Popović", Vršac.
- Aleksandra Milošević: NARODNO POZORIŠTE "TOŠA JOVANOVIĆ", ZRENJANIN. Izdavač: Muzej pozorišne umetnosti Srbije, Beograd, 2015. godina. Str. 70.

- Muzej pozorišne umetnosti Srbije, Borisav Atanasković, teatroslov.mpus.org.rs>ličnost
- U ekranskom kvalitetu -ALMANAH POZORIŠTA VOJVODINE 79/80, 80/81, 81/82. Izdaje: Pozorišni muzej Vojvodine i Zajednica profesionalnih pozorišnih organizacija Vojvodine, Novi Sad, decembar 1985, str. 30, 42. i 43.
- GMinfo.rs, 5.2.2022, Dani srpske kulture u Rumuniji, Srpska pozorišna scena,Temišvar, monodrama "Don Žuan iz Leušića", autora Borisava Atanaskovića. Glavna uloga: Marko Adžić. Režija: Madelina Ghitesku Petre. Temišvar, 3. 11. 2022, 19 časova.
- GMinfo.rs, 5.2.2023. godine, DANI SRPSKE KULTURE U RUMUNIJI, Srpska pozorišna scena "Merlin", Temišvar, premijera pozorišnog komada za decu "Plašljivi vuk", autora Borisava Atanaskovića. Uloge: Marko Adžić, Olivera Jovanović i Petar Adžić.Režija: Madelina Ghitesku Petre. Temišvar, 4. 11. 2022. godine, 11 časova.
- ТАКОВСКЕ НОВИНЕ, Дон Жуан из Леушића у Темишвару, 10.11.2022. године.
- ВРШАЧКА КУЛА (новине), ДОН ЖУАН ИЗ ЛЕУШИЋА И ПЛАШЉИВИ ВУК НА СРПСКОМ ЈЕЗИКУ, 11.11. 2022. године, стр. 21.
- Gminfo.rs, 17.2.2023. godine, DAN DRŽAVNOSTI SRBIJE, "Plašljivi vuk" na srpskom jeziku, pozorišni komad za decu autora Borisava Atanaskovića, Srpska scena "Merlin", Temišvar, 14. februar 2023. godine
- GMinfo. rs, 18.2.2024. godine, DAN DRŽAVNOSTI REPUBLIKE SRBIJE, "Plašljivi vuk" na srpskom jeziku, pozorišni komad za decu autora Borisava Atanaskovića, Srpska scena "Merlin". Temišvar, 15. februar 2024. godine.
- TAKOVSKE NOVINE, 22. februara 2024. godine, Svečano obeležen DAN DRŽAVNOSTI REPUBLIKE SRBIJE u Temišvaru, "Plašljivi vuk", pozorišni komad za decu autora Borisava Atanaskovića, Srpska scena "Merlin". Temišvar, 15. februar 2024. godine.